# Címeres levél

Doncs mester címere (1327). A legkorábbi magyar címeradomány és egyben címerjavítás. A címerleírás alapján rekonstruált címerrajz.

A címeres levél a címer használatára vonatkozó hivatalos uralkodói oklevél, mely általában megadja a címer leírását, rajzát és a használatára vonatkozó jogosítványokat. Létezett a nemesi címmel és címerrel együtt adományozott címeres levél és csak a címeradományra vonatkozó, melyet egy nemesi család vagy egy település kapott. Volt a rangemelésre vonatkozó címeres levél is, mely általában címerbővítéssel, címerjavítással járt együtt. Régies elnevezése kutyabőr volt.

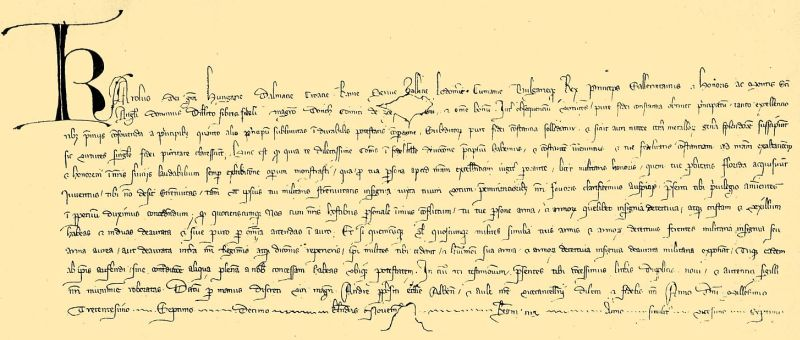
Doncs mester címeradománya (1327)

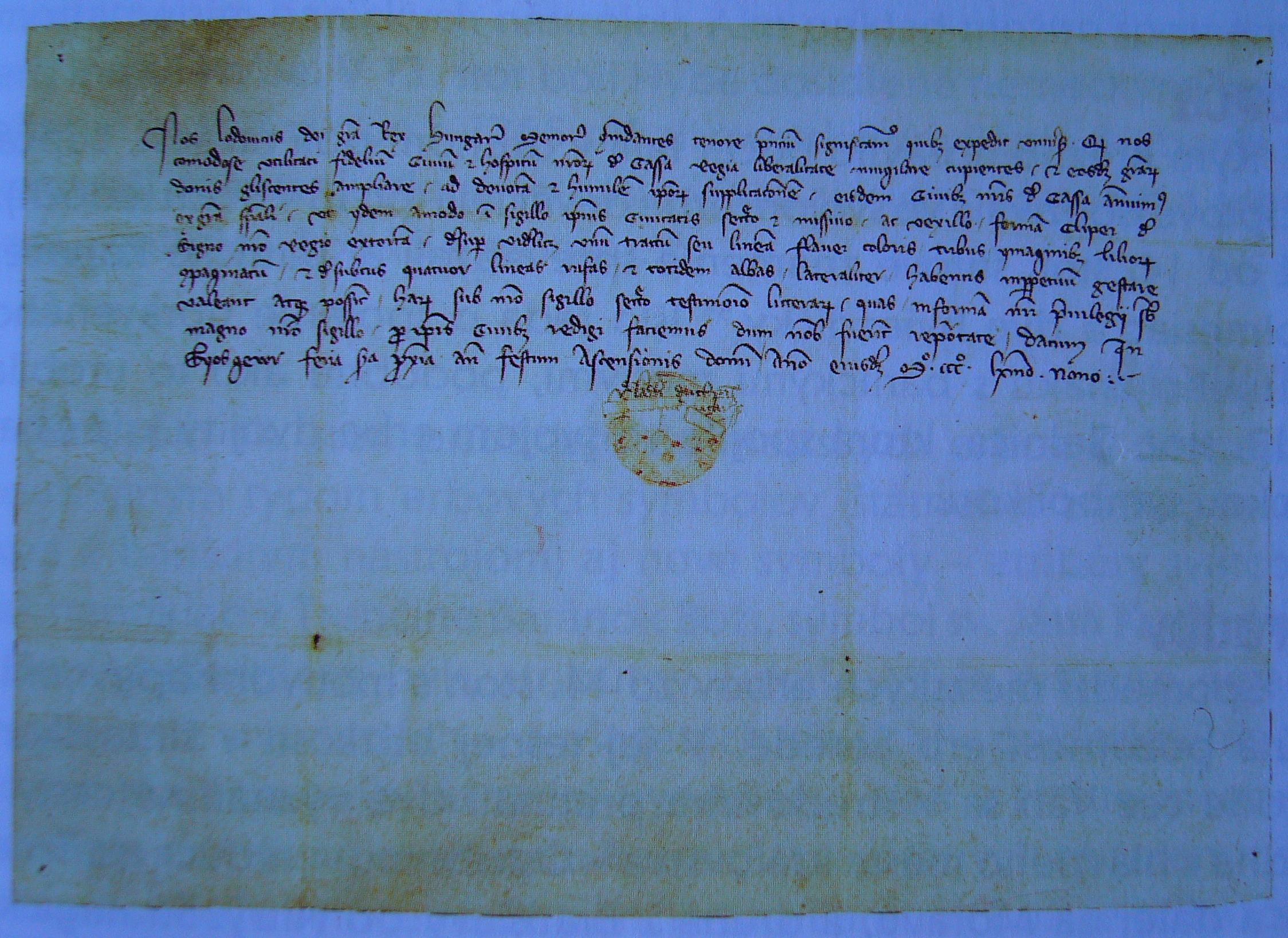
Kassa címereslevele (1369. május 7.). A legkorábbi ismert európai városi címereslevél. A címernek csak a leírását adja meg.

A Tétényi és Haraszti család címere (1405)

Névváltozatok:
kutyabőr, armális, címerlevél, diploma (Gudenus I. 29.), uralkodói diploma, címeradományozó levél (Bertényi, Új. m. 119. l.), címeres nemeslevél, nemeslevél, kiváltságlevél, megnemesítő armális levél (Nagy Iván VII. 469.), levél (Nagy Iván III. 28.), címeroklevél (Angyel 1994. 8. fej.) 

de: Wappenbrief, Adelsbrief, Diplom, la: litterae armales [címeres levél], litterae donationes [adománylevél]
Rövidítések
A címeres levél kecske-, bárány- vagy borjúbőrből készített hártya, azaz pergamen volt. A társadalmi rang igazolására szolgált, a kiváltságok forrásának tekintették, ezért évszázadokon át féltve őrizték. A nemesség és a címer csak akkor lépett érvénybe, ha egy éven belül kihirdették abban a vármegyében, ahol a család élt.

## A címeradományok eredete
A címeres levelek kiadása a 14. században kezdődött. Korábban mindenki saját maga vette fel és használta a címerét. Az 1320–30-as években egyes címerjavításokat az uralkodói kegy megnyilvánulásaként már írásba foglaltak. Ezek voltak az első címeradományok, melyek a mai címeres levelek előfutárainak tekinthetők. Az első ismert írásba foglalt címerjavító oklevelet Dancs mester kapta Károly Róberttől 1327-ben. Ebben nincs címerrajz, csak címerleírás, akárcsak Kassa 1369-es címeres levelében, mely a legrégibb városi címeradomány és egyben Európa legrégibb fennmaradt címeres levele. Később számos használatban levő címerre is címeres levelet kértek a viselői.
A címeres levelek talán olasz területről erednek, állítólag már IV. Fülöp francia király is kiállított néhányat, de egy sem maradt fenn. Az első ismert címeres levélként IV. Lajos német-római császár oklevelét szokták nyilvántartani, 1338. február 8-áról, Carbonesi a grófok számára. Németországban nemcsak a császár állított ki címeres leveleket, hanem a tartományurak és (a polgárok számára) a palotagrófok (Hofpfalzgraffen) is, különféle érdemek jutalmául vagy pénzért. Az első angol címeradomány III. Eduárdtól (1327-1377) származik. Ez nem maradt fenn, de 1393-ban II. Richárd hivatkozik rá. Az első angol címeres levél 1437-ből való. Az angol királyok által adományozott címerek kivételesek, mert ez a heroldok feladata volt. Magyarországon viszont szinte csak a király és az erdélyi fejedelem adományozott címert. Kivételes esetben a pápától és külföldi uralkodóktól is kaptak címert magyar méltóságok (mint például Kanizsay János érsek IX. Bonifác pápától 1394-ben, illetve Garai Miklós nádor VI. Károly francia királytól 1416-ban – szinte ugyanilyen címeres levelet, azonos címerrel kapott ugyanebben az évben Zsigmond királytól is).

## A címeres levelek kiállítása
A 14. század első harmadában kelt címeradományok tulajdonképpen sisakdísz-adományok voltak. Teljes címeradományban először a Csentevölgyi család részesült Zsigmond királytól 1398-ban. Ez már pajzsot, sisakot és sisakdíszt is tartalmaz, de az oklevél a címernek csak a leírását adja meg. Az első olyan címeres levél, mely már a címer rajzát és leírását is tartalmazza, a Tétényi és Haraszti család armálisa 1405-ből, ugyancsak Zsigmond királytól. Az 1410-es évektől egyre több magyar címeres levél születik.
A címeres levél (armalis) nem okvetetlenül nemesi levél is egyben, mert címert adományoztak nem nemeseknek nemesítés nélkül és valóságos nemeseknek is adtak címert a fejedelmek, akik már korábban is nemesek voltak.
Kiállításuk szerint háromféle armálist különböztetünk meg: 1. amelyben a címer le van írva, de nincs lefestve; 2. olyan, ahol címerleírás mellett festett címer is van, és 3. amelynek a szövegében a címer nincs leírva, csak lefestve.
A három közül legtökéletesebb a második, a legtökéletlenebb a harmadik.
Kezdetben az armalisok levélszerűen voltak összehajtva, és a királyi pecsétek színes selyemzsinóron függtek. A 18. századtól kezdve azonban már könyvalakban állítják ki őket.
Magyarországon csak a megkoronázott fejedelem adhatott címert, és a megkoronáztatása előtt adományozottakat koronázása után meg kellett erősítenie, (1464. évi 23. t. cikk, 1563. évi 64. t. cikk) különben érvénytelenek voltak, mint I. Ulászló király adományai (1453. évi 5. t. cikk). Kivétel Hunyadi János kormányzó, akinek armálisai érvényesek.
Erdély különválása után azonban Erdélyben és a hozzákapcsolt részekben az erdélyi fejedelmek jogérvényesen adományozhattak címert.
Az armálisokat a királyok saját kezű aláírásukkal is megerősítik, kivévén Angliát, ahol a király nevében a címerkirály vagy az illetékes herold a heroldi kamara pecsétjével megerősített armálist ad ki. A magyar címeres levelek kiadása a királyi kancellárián, később az erdélyi fejedelmek kancelláriáján is történt. 1848-ig Magyarországon a királyon kívül az oklevelet a kancellár és a kancellária titkára (secretarius) is aláírta, de a 19. századtól a fejedelem aláírásán kívül csak a felség személye körüli miniszternek és államtitkárának aláírására volt szükség. Az armalisra ezen kívül a minisztérium kiadóhivatalainak vezetője még feljegyezte, hogy az oklevelet beiktatták a „királyi könyvbe”. Számos család nyert közös címeradományt (pl. 1582-ben Rudolf királytól 65 család), főleg a 15. században és szokásos volt a kollektív nemességadományozás is egy közös címerrel, sőt az is megesett, hogy a vármegye főispánja nemesített, melyet a megye nemessége is elfogadott.
A szövegük túlnyomórészt latin, de ismerünk néhány magyar nyelvű oklevelet és előfordul a német szövegű armális is. Az anyanyelvi oklevelek a 19. századtól kezdtek elterjedni. Az első magyar nyelvű armálist Janics István kapta, 1845. 1483/845. sz. alatt, a klopodiai birtokkal és a klopodiai előnévvel együtt.
A magyarországi gyakorlatban a címerkép az oklevél szövegének élén áll, szemben a birodalmi kancellária gyakorlatával, amely a címerképet az oklevél közepén helyezi el (bár néha, például egyes városok esetében, mint Bártfa 1463-as címeres levelén vagy a Tétényi és Haraszti család 1405-ös armálisán a címer ugyancsak közepén látható). Zsigmond királytól, aki magyar király és német-római császár is volt, mindkét típusú oklevél ismert. A Zsigmond kori armálisok legnagyobb részében azonban a címer az oklevél jobb felső sarkába van elhelyezve, csak kivételesen a közepére, pedig ez lenne a célszerűbb. Az angol, francia és német gyakorlatban ez utóbbi módot alkalmazták, mert ilyenkor a pajzsalak szabadon követi azon irányt, melyet akar és nincs kötve azon udvariasság formulákhoz, melyek a heraldikában kötelezők. A Zsigmond kori armálisok többségénél a jobb felső sarkába van festve, ezért a címerképnek balra kell fordulnia, különben hátat fordítana a király nevének. A valóságban (a címerleírásban is) azonban a címerkép szokásos helyzetében általában jobbra néz.
Az oklevelek szövege általában csak a címert, a sisakdíszt és a sisaktakarókat írja le, az összes többi díszítmény a címerfestő egyéni hozzátétele. A 15–16. században a címereket szinte kivétel nélkül díszes keretbe, ún. szőnyegbe foglalták, melyet szintén különféle díszítményekkel láttak el. Zsigmond korában a kereten belül gyakran található egy négykaréjú lóhere alakú belső keret is. A Jagelló-korban gyakori a pajzs körül a sárkány, a Habsburg-korban az architektonikus fülke, a 18. századtól pedig valódi tájképet is festettek a címer köré.
Az erdélyi címeres levelek 1526 után is tovább folytatják a magyarországi (itáliai reneszánsz) hagyományt, a lap alakú pergamenre írt oklevél formátumot, bal felső sarkában a címerrel. Ferdinánd király uralkodása elején alkalmazkodott a magyar gyakorlathoz, de később - főleg utódai alatt - a német heraldikai ízlés vonul be a Habsburg királyok címeres leveleibe. Már Rudolf uralkodása (1576–1608) alatt is van példa hártyafüzet alakban kiállított címeres levélre, de ez a (4-6 lapos) formátum csak III. Károly király (1712–1740) alatt válik általánossá. A címert a magyar szokásnak megfelelően az első lap felső oldalára festették, míg a birodalmi gyakorlatban a füzet 4–5. lapján helyezték el. A szöveg nagyobb terjedelmű lesz, a lapokon keretdíszeket, díszes iniciálékat helyeznek el. A 18–19. században a címeres levelek többsége már díszes bársonykötésű könyvalakban jelenik meg. Csendéletek, tájképek és más tipikus barokk, rokokó, majd klasszicista stíluselemek jelennek meg. A neoabszolutizmus idején I. Ferenc József a magyar címereket is a birodalmi gyakorlat szerint állította ki, amit a kiegyezés után is megtartott és csak élete végén alkalmazta újra a magyar gyakorlatot. Az első magyar nyelvű címeres levelek 1845-től jelennek meg.
A címeres levelek elkészítését a megadományozott fizette. Az Erdélyben kiállított címeres leveleket Magyarországon nem mindig ismerték el. Ezért számos családnak egyaránt volt - általában különböző - címeradománya mind a magyar királytól, mind az erdélyi fejedelemtől (pl. a nánási Fejes családé 1654-ben III. Ferdinándtól és 1680-ban Apafi Mihály fejedelemtől). Az erdélyi fejedelmek adományainak érvényességét maradéktalanul az 1691-es Diploma Leopoldinum ismerte el Magyarországon.
A címeres levél kiállítását (mely Magyarországon együtt járt a nemesi címmel) a kedvezményezett érdemeire hivatkozva kérvényezhette is. Így például 1720-ban II. Hadik Mihály folyamodott címeres levélért, melyet hűsége és érdeme jutalmául el is nyert. A 16. század közepétől címeres levelet a jobbágyok és a polgárok is szerezhettek, ha pénzen megváltották magukat. A nemesítést a földesúri hatalom alóli felszabadítás (manumissio) előzte meg. Díja személyenként 50-60, telekkel együtt 100-200 forint vagy 200-400 tallér volt, a kancelláriának pedig 30 tallért kellett fizetni a címeres levélért ami összesen nagyjából 30-40 ökör árának, vagy egy átlagosnál nagyobb városi ház árának felelt meg. Ezt az összeget a földesúrnak kellett kárpótlásul fizetni, aki az udvarnál elintézte a nemesi oklevél kiállítását. Az ilyen nemesítés azonban nem járt együtt birtokadománnyal, így a kedvezményezett birtoka továbbra is adóköteles maradt. Ők voltak az armalisták.
A 17. században a címeres levél társadalmi rangja, értéke fokozatosan leértékelődött. Tekintettel arra, hogy a Habsburgok jelentős pénzbevételhez jutottak a kiállított címeres levelek taxájából, igen elszaporodtak a pénzen vett címeres levelekkel történő nemesítések. Az országgyűlések hasztalanul igyekeztek ezt meggátolni. Az 1622. évi 17. törvénycikk pl. így határozott: „Címeres nemesleveleket pedig jövőre a jobbágyházakban lakó parasztoknak az ő földesuraik ajánlata és beleegyezése nélkül ne adjanak." Az 1630. évi 30. tc. 5. §-a ehhez még hozzátette, hogy „ . . .az armalisleveleket azoknak megnyerője abban a vármegyében köteles kihirdetni, melyben köztudomás szerint lakik". Gyakorlattá vált ugyanis, hogy a jobbágyok is kaphattak címeres levelet, amennyiben kellő pénzt és befolyásos támogatót tudtak szerezni. Az armalis védelme alatt azután kivonhatták magukat a földesúri terhek teljesítése alól. Az armalist ugyanis rendszerint más megyében hirdették ki, ott, ahol tulajdonosát személyesen nem ismerték. Az ily módon igazolt új nemes védve volt korábbi földesurának körözőlevelével szemben. Persze ismeretesek olyan esetek is, hogy a földesúr kinyomoztatta volt jobbágyát, címeres levelét elkoboztatta, és őt a paraszti sorba visszavetette. A XVII. századból fennmaradtak olyan armalisok, melyekben a címer csak részben van kifestve, hiszen tulajdonosaiknak nem a címerre, hanem a nemesi kiváltságokra volt szükségük. Az említett országgyűlési határozatok ellenére a nemesség ilyen módon való megszerzése továbbra sem ütközött nehézségbe. A török elleni felszabadító háborúban való részvétel igen sok új armalis keletkezését tette lehetővé. Ezekben a címerekben főként levágott török fejek, vérző holttestek, magyar-török párviadalok szerepelnek.

## A címeres levelek lelőhelyei

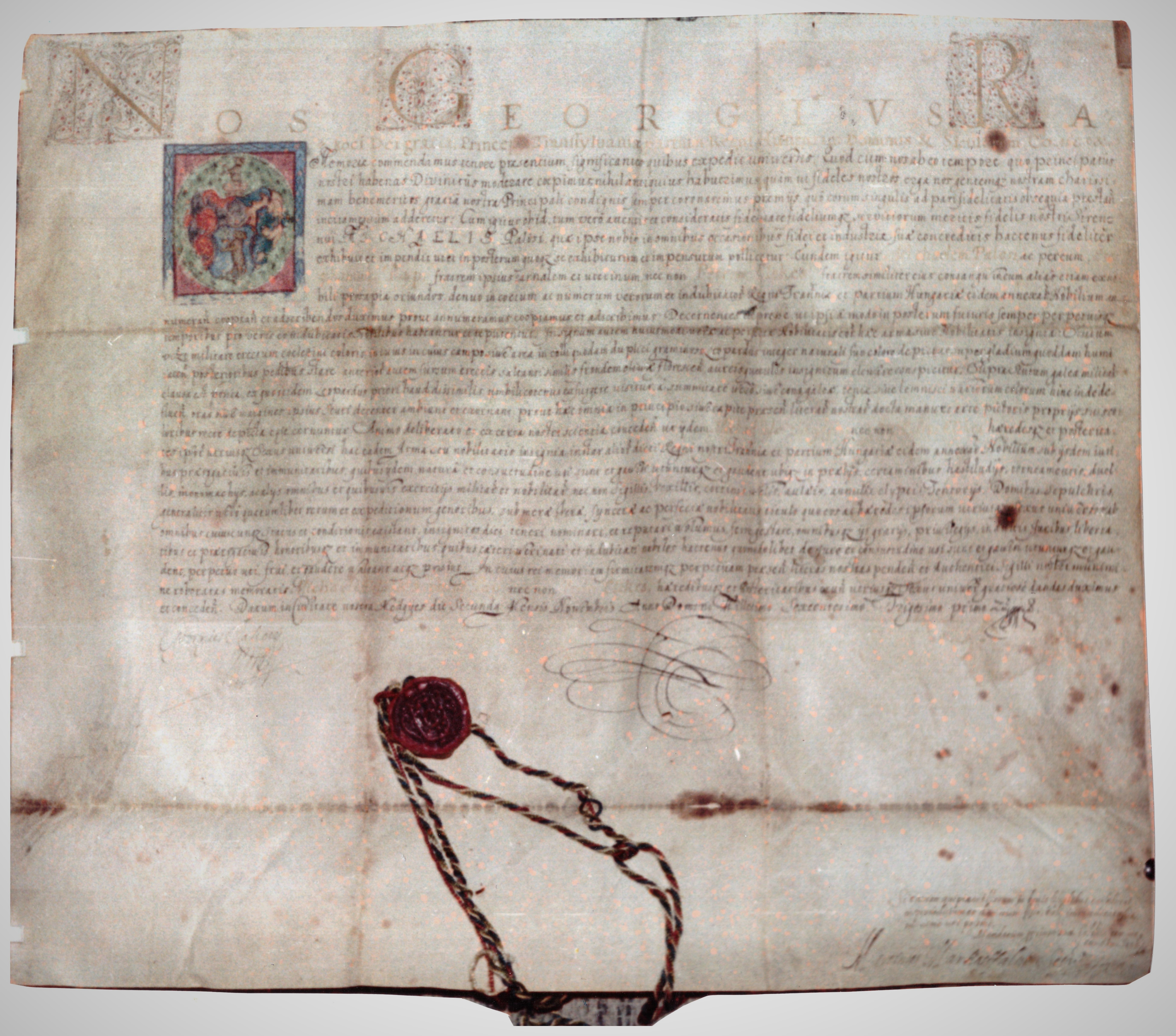
Családi levéltárban őrzött címeres levél

Számos címeres levél még ma is magántulajdonban van. Az évszázadok folyamán ezek állapota a szakszerű restaurálás hiányában egyre romlik, számos közülük el is pusztult. A 19. századtól szokássá vált a címeres levelek letétbe helyezése a helyi levéltárakban. A címeres levél a család kihalása után szintén a vármegyei levéltárba került. Ez történt a Lórántffy család címeres levelével is, melyet Fejér vármegye mint gazdátlant híreltetett (a gazdáját kereste) 1815. április 15-én, a Magyar Királyi Helytartóság útján, mely ún. hírleveleket állított össze. A címeres levelek pontos nyilvántartása a visszaéléseket volt hivatott megakadályozni.
A vármegyei levéltárakban őrzött címeres levelek jegyzékét Rexa Dezső kezdte összeállítani, de a munkáját nem fejezte be. Forrásértékűek Áldásy Antal, Fejérpataky László és Tagányi Károly kiadványai.

## Forráskiadványok
- Fejérpataky László: Magyar címeres emlékek. (Monumenta Hungariae Heraldica). I-II. Bp. 1901-1902.
- Áldási Antal: A Magyar Nemzeti Múzeum könyvtárának címereslevelei 1200-1867. Bp. I-VIII. 1904-1942.
- Magyarország címeres könyve. (Liber armorum Hungariae) Bp. I. (A-C) 1913.

## Lásd még
- kutyabőr
- címerfestő